# Cheilotrichia alicia
Cheilotrichia alicia là một loài ruồi trong họ Limoniidae. Chúng phân bố ở miền Tân bắc.